# Valeriu Catînsus
Valeriu Catînsus (n. 27 aprilie 1978, Chișinău) este un fotbalist moldovean retras din activitate, care ultima dată a evoluat la echipa rusă FC Șinnik Iaroslavl, al cărei căpitan a fost.
În iulie 2015 și-a încheiat cariera de fotbalist.

## Cariera internațională

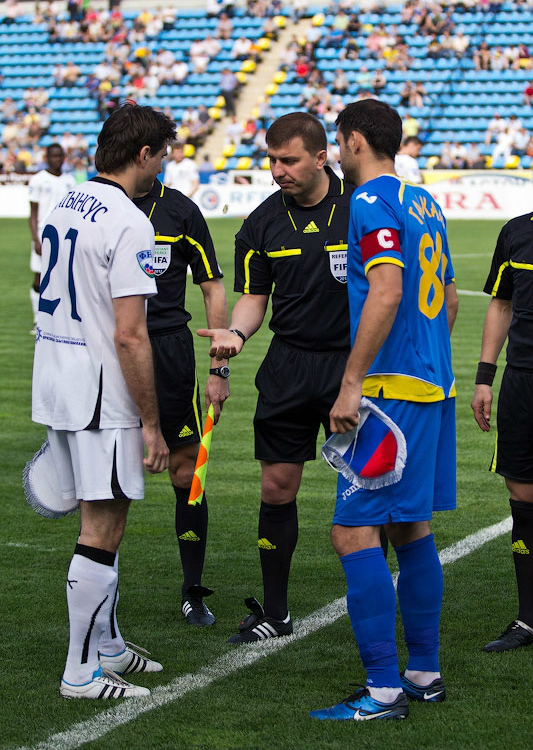
Moldovenii Valeriu Catînsus (stânga) și Alexandru Gațcan ca căpitani și adversari într-un meci FC Șinnik - FC Rostov din campionatul Rusiei, pe 18 mai 2012

Catînsus are 50 de selecții la echipa națională de fotbal a Moldovei. El a jucat 8 meciuri în Calificările pentru Campionatul Mondial de Fotbal 2002, 8 meciuri în Preliminariile Campionatului European de Fotbal 2004, 10 meciuri în Calificările pentru Campionatul Mondial de Fotbal 2006 și 3 meciuri în Preliminariile Campionatului European de Fotbal 2008. Ultimul său meci jucat pentru națională a fost contra Letoniei pe 14 octombrie 2009.

## Palmares
- Divizia Națională (3): 1997-1998, 1998-1999, 1999-2000

Vicecampion (1): 2000-2001
- Cupa Moldovei (2): 1997, 1998

Finalist (1): 2000